# 漢斯 (丹麥)
漢斯（丹麥語：Hans，1455年2月2日—1513年2月20日），本名約翰內斯（Johannes），在瑞典又名約翰二世（Johan II），是卡爾馬聯合的丹麥國王（1481年－1513年）、挪威國王（1483年－1513年）和瑞典國王（1497年10月－1501年），以及什勒斯維希和霍爾斯坦公爵。漢斯是卡爾馬聯合國王克里斯蒂安一世之子。
漢斯在位時的三大方針為：重新鞏固卡爾馬聯合、對抗漢薩同盟和增強丹麥君權。
統治丹麥和挪威的克里斯蒂安一世死後，丹麥和挪威議會先後於1481年和1483年承認漢斯繼任為王。漢斯於1483年5月18日在哥本哈根加冕為丹麥國王，7月20日加冕為挪威國王。他運用外交手段，削弱瑞典執政老斯頓·斯圖雷的勢力，並成為丹麥史上首個與俄羅斯結盟的君主。根據1493年協定，莫斯科大公伊凡三世囚禁了在諾夫哥羅德的所有漢薩同盟商旅，並與丹麥聯手攻打瑞典。漢薩同盟城市受丹麥的私掠船困擾，漢薩同盟地位也日漸下降。
在國內，漢斯廣泛委任平民為官員，甚至為議員，使一些貴族不滿。
1497年，漢斯拉攏瑞典貴族，使斯滕·斯圖雷失去勢力，再發兵攻打瑞典，很快便把瑞典征服了。1500年，他攻打德意志北部的迪特馬爾申，遭受慘敗；丹麥國王長期視迪特馬爾申為領土，但事實上當地處於獨立。1501年，瑞典褫奪了他的王位。漢斯與老斯滕·斯圖雷和斯萬特·尼爾松的戰爭陷入困境，也使丹麥和呂貝克等漢薩城市關係破裂。1509年，經荷蘭調停，瑞典同意原則上承認漢斯為國王，但終生禁止他進入斯德哥爾摩，也不許他重新加冕。
同時，挪威也出現反對勢力，但被挪威總督克里斯蒂安（漢斯之子，後為國王克里斯蒂安二世）鎮壓。
1510年至1512年間，漢斯與瑞典和呂貝克最後一次交戰，丹麥起初形勢不利，但靠着海軍扭轉戰局。戰爭結果是瑞典維持原來狀態，呂貝克的政治和經濟卻因停戰而遭受挫折。

## 婚姻子女
漢斯的妻子，薩克森的克里斯蒂娜，是韋廷家族的成員。漢斯與克里斯蒂娜在1478年結婚。
- 長子恩斯特（1480－1500）
- 次子克里斯蒂安二世（1481－1559）
- 三子雅各（1484－1566）
- 女兒伊莉莎白（1485－1555）
- 幼子法蘭斯（1497－1511）